# Aeroportul Guamal
Aeroportul Guamal (IATA: GAA, ICAO: SKMM) este un aeroport din Departamentul Magdalena, Columbia.
Situat la o altitudine de 27 m, aeroportul dispune de o singură pistă.